# 980 Anacostia
980 Anacostia este un asteroid din centura principală, descoperit pe 21 noiembrie 1921, de George Peters.